# Axel Nepraunik
Axel Nepraunik (* 3. Februar 1945 in Hamburg) ist ein ehemaliger österreichischer Sprinter.

## Karriere
Bei den Europäischen Hallenspiele 1966 in Dortmund erreichte er über 60 m das Halbfinale.
1969 schied er bei den Leichtathletik-Europameisterschaften in Athen über 100 m im Vorlauf und über 200 m im Halbfinale aus.
Bei den Olympischen Spielen 1972 in München wurde er mit der österreichischen Mannschaft im Halbfinale der 4-mal-100-Meter-Staffel disqualifiziert. Über 100 m kam er nicht über die erste Runde hinaus.
Viermal wurde er Österreichischer Meister über 100 m (1967–1969, 1972) und dreimal über 200 m (1968, 1969, 1972).

## Persönliche Bestzeiten
- 100 m: 10,3 s, 21. Juni 1969,	Zlate Moravce
- 200 m: 21,1 s, 2. August 1968, Feldkirch-Gisingen